# Deronectes peyerimhoffi
Deronectes peyerimhoffi är en skalbaggsart som först beskrevs av Régimbart 1906.  Deronectes peyerimhoffi ingår i släktet Deronectes och familjen dykare. Inga underarter finns listade i Catalogue of Life.